# Мазепа (Словацький)
«Мазепа» — драма, трагедія на п'ять дій, написана польським письменником Юлієм Словацьким у Парижі в другій половині 1839 року, видана в 1840 році, також у Парижі. Видана в Будапешті в 1847 році.
Головним героєм є молодий Іван Мазепа, паж і королівський придворний - козацький гетьман в майбутньому. Дія відбувається у сімнадцятому столітті в замку воєводи, якого відвідує король Ян II Казимир разом зі своєю свитою.

## Історія написання твору
Існує думка, що Словацький писав трагедію «Мазепа» двічі. Уперше в 1834 році, перебуваючи на еміграції в Швейцарії. Однак, після появи поеми «Пан Тадеуш» свого літературного «конкурента» Адама Міцкевича, він знищив свій твір. Удруге написав трагедію в 1839 році. За свідченням Фридерика Левенстама, Юлій Словацький самовіддано працював над цим твором — по шістнадцять годин на добу, тому протягом п'яти днів завершив роботу.
Польські критики поставилися до твору стримано. Наприклад, Люціан Семенський та Северин Гощинський оцінювали його як посередній, хоча існували й інші думки.
«Мазепа» Словацького викликав зацікавлення і в українських письменницьких колах. Переклад українською у 1926 році здійснив Микола Зеров.
У 1971 році на екрани вийшов французький драматичний фільм режисера Валер'яна Боровчика — «Бланш», що є екранізацією п'єси Юлія Словацького «Мазепа».